# Алматы Менеджмент Университет
Алматы Менеджмент Университет (каз. Алматы Менеджмент Университеті, англ. Almaty Management University, AlmaU) — высшее учебное заведение в Алма-Ате, осуществляющее подготовку специалистов по программам бакалавриата, магистратуры, докторантуры, MBA (магистр делового администрирования) и DBA (доктор делового администрирования).
AlmaU является одним из первых бизнес-вузов Казахстана. Учебное заведение было организовано в 1988 году как Алматинская школа менеджеров, в 1996 году было преобразовано в Международную академию бизнеса. После в 2014 году МАБу был присужден статус Университета — Almaty Management University (AlmaU).

## История

### Алма-Атинская школа менеджеров
Осенью 1988 года Алма-Атинский горисполком инициировал создание республиканского кооперативного объединения «Союз», руководителем которого был приглашён Леонид Соломин. Вместе с Баянгали Койшибаевым он задумал создать первую бизнес-школу в Казахстане. 12 декабря 1988 года в Алма-Ате на базе кооперативного объединения «Союз» была организована Алма-Атинская школа менеджеров (АШМ), её первые слушатели занимались в актовом зале Советского райкома партии ровно месяц. В первый период существования учебного заведения обучение велось в форме краткосрочных курсов, на которых, как правило, учились люди с высшим образованием.
В октябре 1989 года директором школы стал Асылбек Кожахметов, до этого работавший в АШМ преподавателем информатики. В 1990 году коллектив АШМ принял участие в организации Ассоциации школ международного бизнеса, директор АШМ Асылбек Кожахметов являлся членом совета ассоциации, ассамблеи институтов, школ подготовки предпринимателей СНГ.
В 1992 году в школе началась работа по созданию программы MBA (магистр делового администрирования) и разработка проекта по реализации программ для управленческих кадров, АШМ первой в Казахстане выставила MBA на образовательный рынок страны.
В 1994 году министерство экономики Казахстана объявило тендер на проект по консультированию предприятий, финансируемый Всемирным банком. Из шести западных организаций, участвующих в тендере, пять (Европейский фонд развития менеджмента, Лионская коммерческая школа, Маастрихтская школа менеджмента и другие) назвали АШМ в качестве наиболее предпочтительного партнёра. В 1995 году учебное заведение было переименовано в Алматинскую школу менеджмента.
В октябре 1995 года американская организация «People to People International» наградила АШМ почётной наградой «Факел Бирмингема» за успешное экономическое выживание и развитие в условиях нарождающихся рыночных отношений.
В 1996 году АШМ провела международную конференцию «Управление человеческими ресурсами: стратегия и практика» с участием более 100 делегатов из 15 стран мира, министра экономики Умирзака Шукеева, советника президента Казахстана по экономическим вопросам Алтая Тлеубердина, первого секретаря представительства Европейского союза в Казахстане Онно Симонса, постоянного представителя ООН в Казахстане Найджела Рингроуза и других.

### Реорганизация в МАБ
14 ноября 1996 года по постановлению правительства Республики Казахстан № 1387 Алматинская школа менеджмента была преобразована в Международную академию бизнеса. В том же году был осуществлён первый набор на вечернюю программу MBA (магистр делового администрирования) со специализацией «Корпоративный менеджмент» без отрыва от производства.
В 1998 году Институт экономического развития Всемирного банка выбрал вуз в качестве партнёра по реализации программы создания научно-исследовательской базы для разработки экономической политики в странах Средней Азии в 1998—2001 годах.
В 1999 году Алматинская школа менеджмента договорилась с канадским университетом Макгилла о запуске совместной программы подготовки финансистов под названием «Профессиональный финансовый диплом». В том же году был подписан договор о сотрудничестве с Высшей школой менеджмента HEC (Париж, Франция) при поддержке посольства Франции в Казахстане, осуществлён первый набор на программу «Мастер профессионального управления».
14 января 2000 года состоялось официальное открытие Международной академии бизнеса в новом здании (угол проспекта Абая и улицы Байзакова), в нём приняли участие президент Ассоциации финансистов Казахстана, председатель совета попечителей AlmaU Даулет Сембаев, заместитель акима Алма-Аты Козы-Корпеш Джанбурчин, дипломаты и бизнесмены. На время открытия AlmaU включала 8 учебных заведений, предоставляющих экономическое образование: Алматинскую школу менеджмента, Алматинский центр банковского обучения, учебный центр сетевых и телекоммуникационных технологий «CISCO», Институт менеджеров McGill — АШМ, Институт экономики и финансов, Казахстанский институт маркетинга и менеджмента, бизнес-класс, программу «Начни и совершенствуй свой бизнес».
В июле 2000 года AlmaU получил грант от ОАО «Филип Моррис Казахстан» для покупки компьютеров.
В 2001 году академия ввела программу высшего профессионального образования (бакалавриат) по 7 специальностям: «Экономика», «Маркетинг и коммерция», «Финансы и кредит», «Бухгалтерский учёт и аудит», «Экономика и управление на предприятии (по отраслям)», «Менеджмент организации (по отраслям)», «Информатика».. В этом же учебном году по приказу Министерства образования и науки № 34 от 18 января 2002 года Международная академия бизнеса успешно прошла государственную аттестацию и получила бессрочную государственную лицензию на ведение образовательной деятельности АА № 0000165 от 2 февраля 2002 года.
В 2002 году в качестве пилотного AlmaU участвовал в общественной аккредитации, инициированной Центрально-Азиатским фондом развития менеджмента (CAMAN), проходившей по критериям Европейской системы улучшения качества (EQUIS). Из 65 вузов Казахстана, Киргизии и Узбекистана, подавших заявку на аккредитацию, её смогли пройти лишь 4 учебных заведения, в том числе AlmaU.
По итогам 2002 года академия стала победителем конкурса «В XXI век — со всеобщим качеством!», проводимого Республиканской ассоциацией качества, в номинации «Образование» на лучшую систему управления.
В 2003 году совместно с Высшей школой менеджмента HEC (Франция) и Лёвенской школой менеджмента (Бельгия) была разработана программа International Executive MBA (IE MBA). Эта программа стала развитием годичной программы «Мастер профессионального управления», действующей с 1999 года.
В 2003 году было открыто представительство AlmaU в Астане для реализации программ MBA, организации корпоративных семинаров, тренингов и оказания консалтинговых услуг.
В июле 2003 года на базе AlmaU был создан Казахстанско-Европейский центр по стратегическому управлению университетами (КЕЦСУУ), учредителями которого выступили Министерство образования и науки Казахстана, Европейский фонд развития менеджмента, Ассоциация вузов Казахстана, Ассоциация организаций профессионального образования Казахстана, Центрально-Азиатский фонд развития менеджмента (CAMAN).

### Современная история

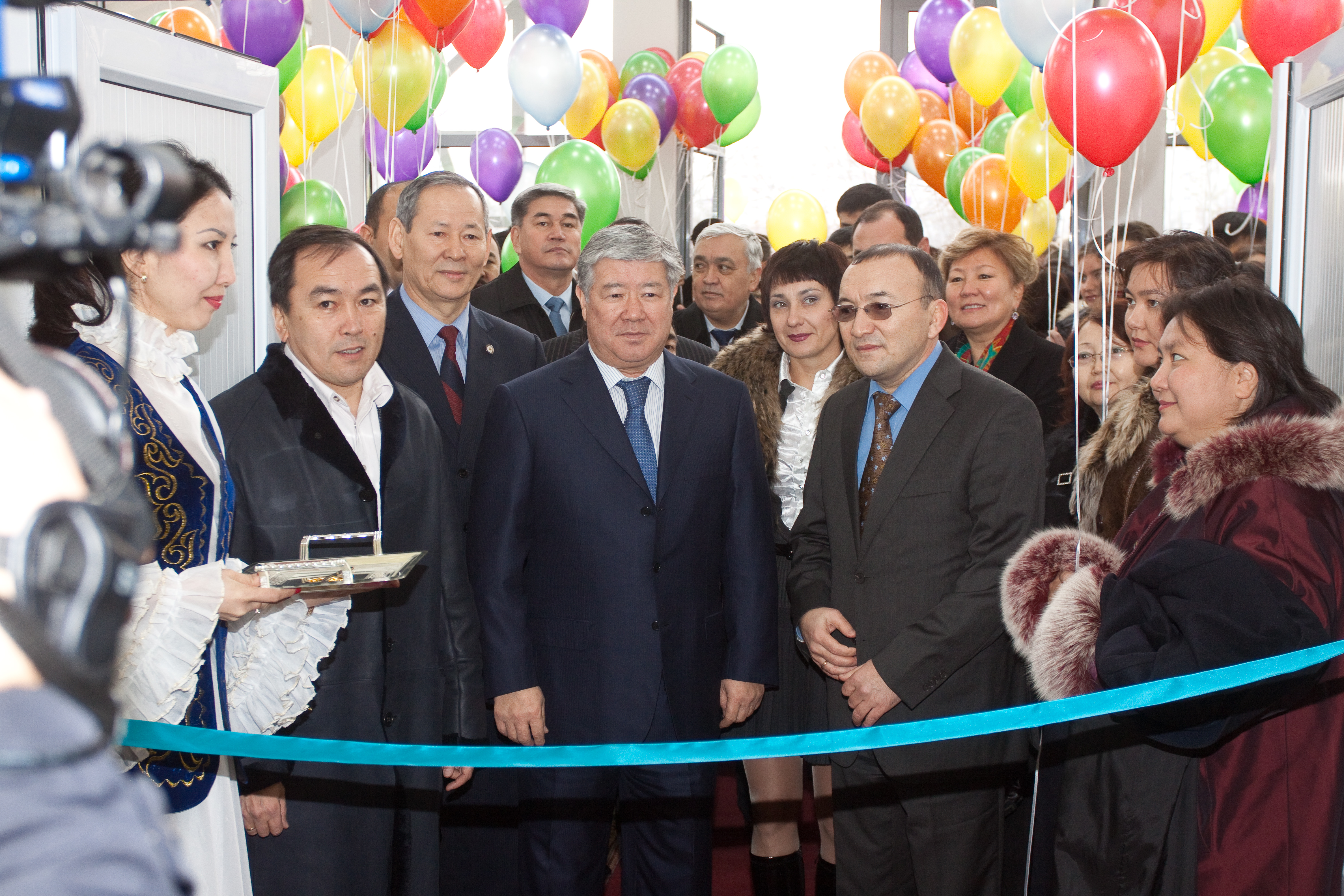
Открытие спорткомплекса AlmaU с участием акима Алма-Аты Ахметжана Есимова
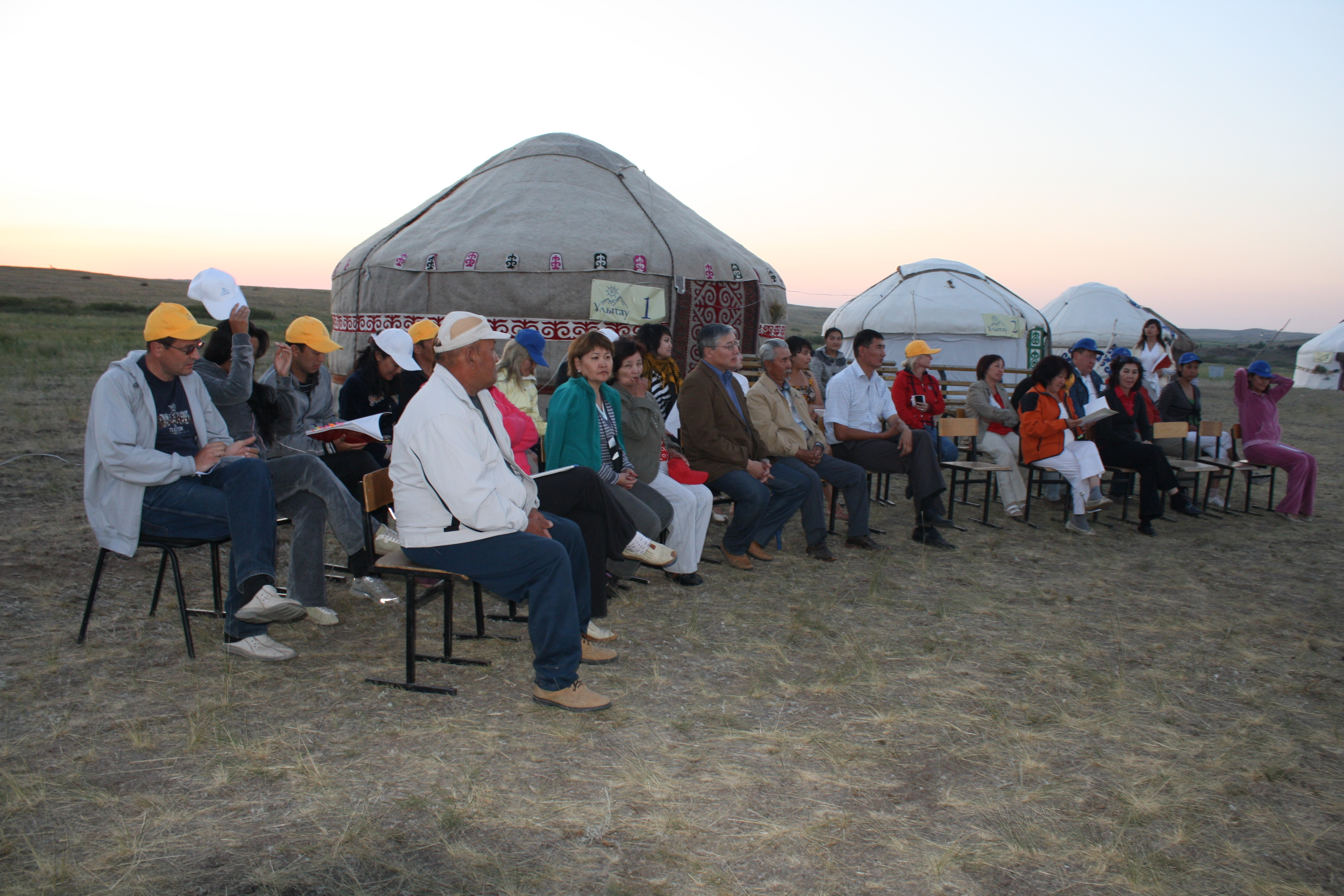
Культурно-лингвистический лагерь «Улытау»
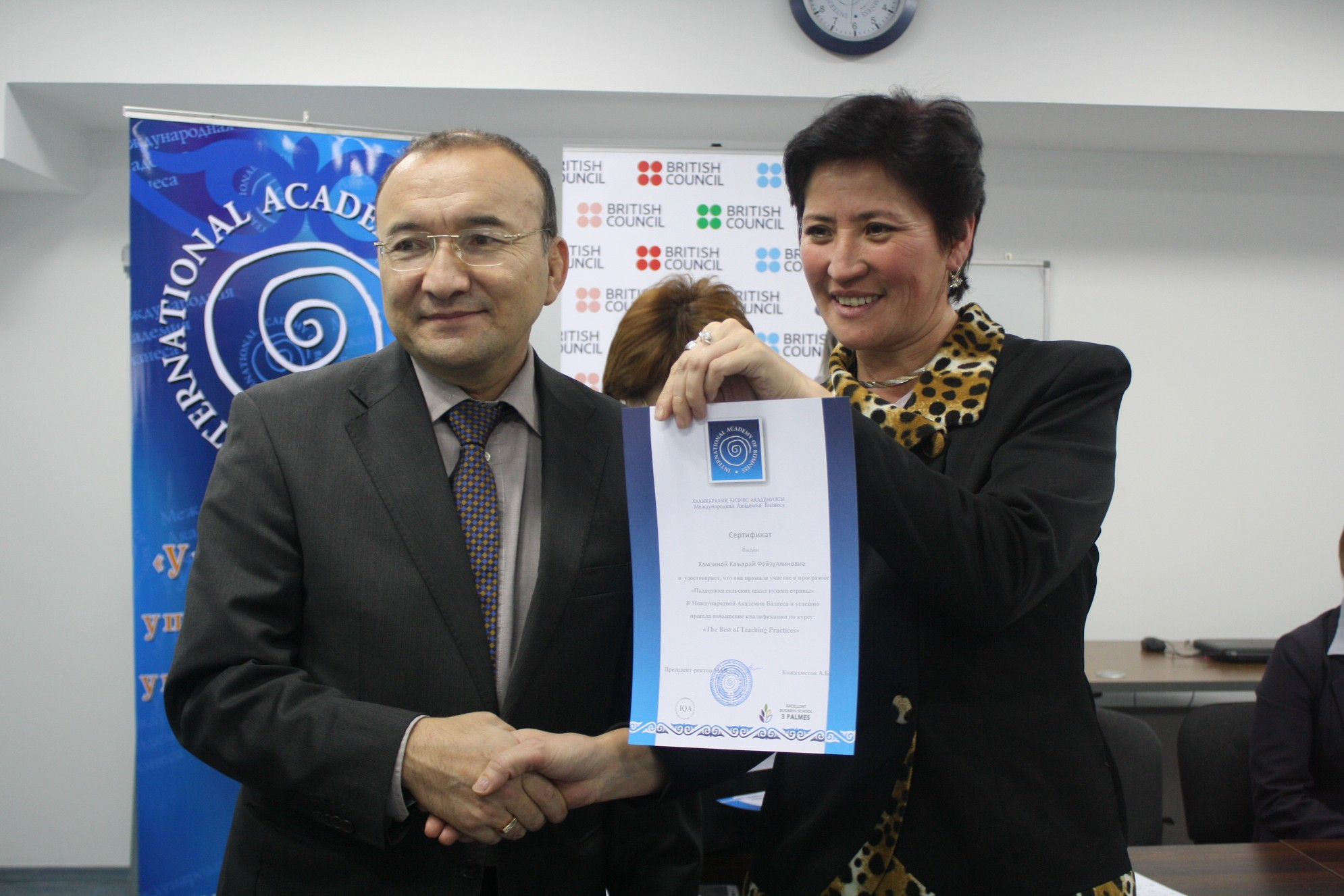
Вручение сертификатов в рамках программы «Поддержка сельских школ вузами страны»

В 2009 году ректор AlmaU Асылбек Кожахметов инициировал программу «Поддержка сельских школ вузами страны»; согласно данной инициативе каждому из 144 казахстанских вузов было предложено взять под шефство один из 200 сельских районов страны. AlmaU в рамках программы взяла на себя поддержку образовательных учреждений Айыртауского района Северо-Казахстанской области. В рамках программы учителя средних школ Айыртауского района в период весенних и осенних школьных каникул безвозмездно приглашаются в Алма-Ату для повышения квалификации.
С 2009 года в рамках учреждённого Международной академией бизнеса республиканского конкурса «ЗачОТ» за лучшее освещение актуальных тем в сфере казахстанского образования каждый год награждаются более 20 казахстанских журналистов и СМИ.
Осенью 2009 года преподавателями AlmaU был выпущен учебник «Экспресс-курс предпринимательства» в рамках проекта «Бизнес-советник» — безвозмездной учебно-методической поддержки индивидуальных предпринимателей на селе, проводимой Фондом развития предпринимательства «Даму».
С июня 2010 года проводит международную летнюю сессию Business Education Teachers Academy (BETA), направленную на развитие профессиональных навыков и личностный рост педагогов казахстанских и зарубежных вузов.
Начиная с 2010 года проводит культурно-лингвистический лагерь «Улытау» — проект по изучению казахского языка с погружением в языковую и культурную среду. Летом 2010 года первыми участниками лагеря-аула стали 83 человека — руководители и специалисты национальных компаний Фонда национального благосостояния «Самрук-Казына». В 2011 году в КЛЛ «Улытау» прошли «погружение» 60 участников.
В 2010 году Международная академия бизнеса открыла представительство в Западно-Казахстанском регионе (Атырау).
С осени 2011 года академия стала первым частным вузом в Казахстане, технически готовым принять студентов и слушателей с ограниченными возможностями (с нарушением опорно-двигательного аппарата и зрения), — для этого в учебном корпусе оборудованы туалеты, пандусы и специальный лифт.
В 2012 году по результатам Казахстанского исследовательского агентства Рейтинг.kz МАБ стал вторым среди частных вузов по соотношению «цена-качество», четвертым среди всех вузов РК по параметру «Качество образования глазами крупных казахстанских работодателей (Рейтинг.kz).
В октябре открылась программа DBA в г. Астана и был осуществлен первый набор слушателей. Стартовала новая специализированная программа MBA - «Менеджмент в здравоохранении» на базе представительстве МАБ в г. Астана. Запущена первая группа по совместной программе МВА МАБ и Sheffield Hallam University - Joint MВА «General and Strategic Management».
В марте 2013 года создано новое структурное подразделение - Школа государственной и общественной политики (ШГОП), а осенью был дан старт двум магистерским программам  «Менеджмент в государственном секторе», «Менеджмент в здравоохранении», «Магистр управления в образовании» в гг. Актау и Алматы.
В сентябре 2013 года единственному вузу Казахстана и Центрально-азиатского региона, была присуждена престижная международная аккредитация АМВА (Association of MBA's, UK, London) программ МВА МАБ сроком на три года.
В 2014 году МАБу присужден новый статус. Новое имя МАБ – Almaty Management University (Alma University, AlmaU).
В 2015 году AlmaU подтвердил звание лучшего бизнес-вуза в Казахстане и Центральной Азии по версии международного рейтингового агентства Eduniversal.
Получена лицензия на право ведения образовательной деятельности по 3 специальностям программ докторантуры PhD: 6D050700 «Менеджмент», 6D050900 «Финансы» и 6D051100 «Маркетинг».
2016 год. К 25-летию независимости Казахстана AlmaU выпущена книга «Легенды казахстанского предпринимательства» - о 25 предпринимателях суверенного Казахстана, которые начинали свой бизнес в далеком 1991 году.
В 2017 году AlmaU награжден CEEMAN Champions Awards-2017 в категории «Ответственное управление образованием».
2018 год - 30-летие Университета. Альпинистский клуб вуза AlmaU Mountain Club организовал покорение 30 вершин. Первое из 30 восхождений – и сразу на Эверест! - совершил легенда казахстанского альпинизма, слушатель МВА AlmaU – Максут Жумаев, один из 12 человек в мире, поднявшихся на все 14 восьмитысячников без кислорода. Впервые в истории университета Максут водрузил на Джомолунгме флаг AlmaU.
В 2019 года Состоялся первый в истории ледовый переход через озеро Балхаш под названием Uly Balqash Shaqyrady. Инициатором стал Almaty Management University при поддержке Nomad Explorer и "Туран Экспресс".
В марте в Almaty Management University состоялось торжественное открытие лаборатории «Fintech Lab».
2020 год. Программа General МВА Высшей Школы Бизнеса Almaty Management University единственная в Казахстане вошла в ТОП-200 рейтинга QS World University Rankings: Global MBA Rankings 2021 и заняла 23 место в рейтинге ТОП-25 программ МBA в Азии.
В 2021 году AlmaU стал партнером Университета штата Аризона (Arizona State University), для предоставления предпринимательского и инновационного высшего образования мирового класса в Казахстане.
Совместно с АО «Казахфильм» им. Ш.Айманова открыта Школа Медиа и Кино. Целью школы является подготовка профессионалов, отвечающих современным требованиям медиа и кинорынка, активно способствующих развитию творческой индустрии в стране.
В Университете функционирует пространство коллективной работы «QAYNAR BULAQ – Точка кипения Алматы» где каждый может бесплатно организовать или поучаствовать в образовательных и деловых мероприятиях, учить и учиться в профессиональных сообществах, собрать команду для реализации проекта, найти экспертов или инвесторов.
В июне 2021 года Программа Executive MBA Высшей школы бизнеса Алматы Менеджмент Университета и Высшей школы менеджмента Санкт-Петербургского университета заняла 22 позицию среди лучших совместных программ международного рейтинга QS Executive MBA Rankings 2021 (Joint Programmes)
В сентябре 2021 года Высшая Школа Бизнеса и Школа Гостеприимства и Туризма Алматы Менеджмент Университет (AlmaU) официально получили результаты прохождения совместной аккредитации от Association of MBAs (AMBA) и Business Graduates Association (BGA), двух ведущих мировых организаций в бизнес-образовании.
В декабре 2021 года издана книга к 30-летию независимости Казахстана. "В поисках эффективной модели казахстанского университета".

## Структура
В AlmaU действует модель непрерывного образовательного процесса, которая включает:
- колледж AlmaU;
- бакалавриат (высшее профессиональное образование);
- магистратура;
- докторантура;
- магистр делового администрирования (MBA);
- доктор делового администрирования (DBA);
- дистанционное образование;
- краткосрочные и среднесрочные программы профессиональной подготовки и переподготовки (AlmaU Extension).

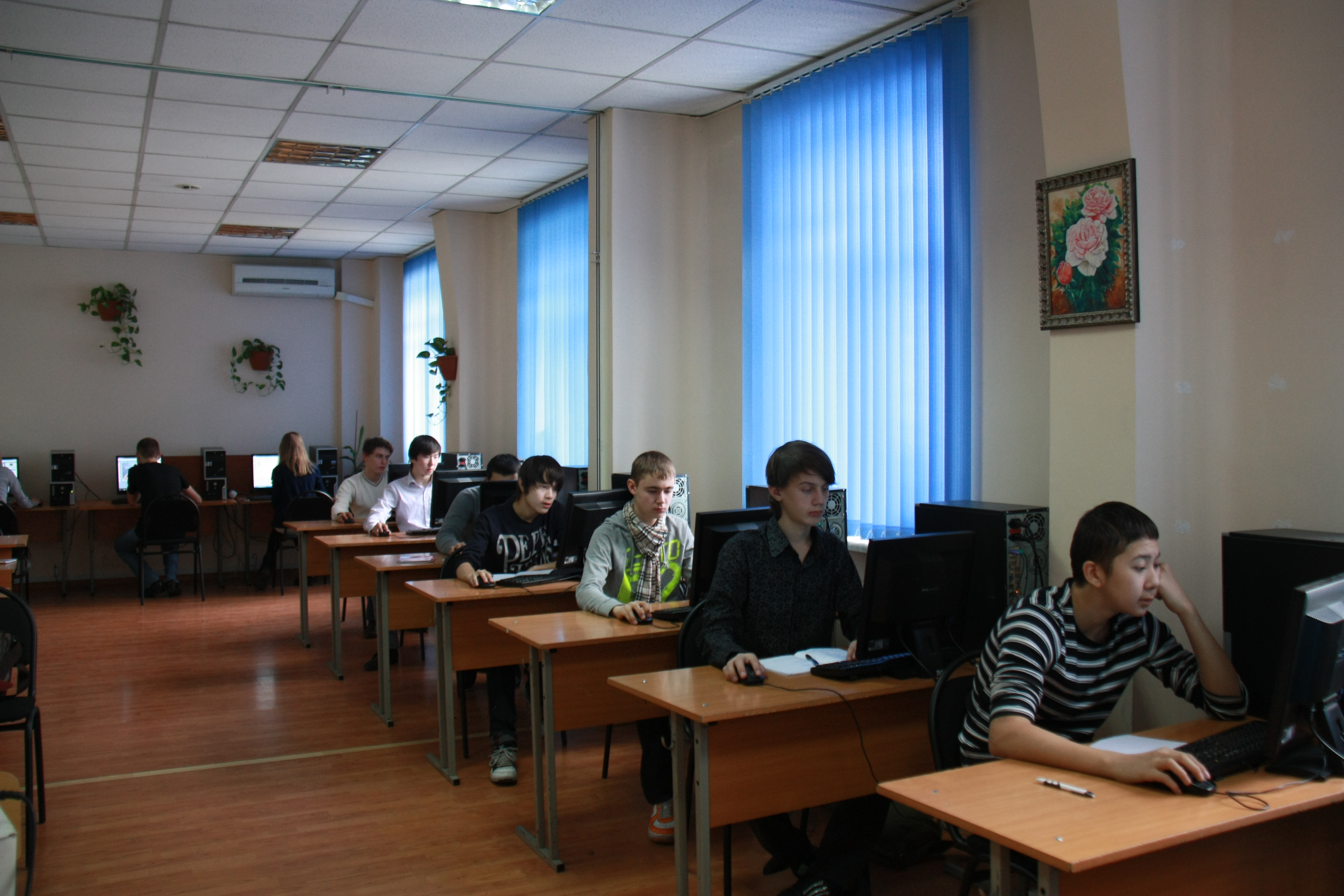
Занятия в колледже AlmaU
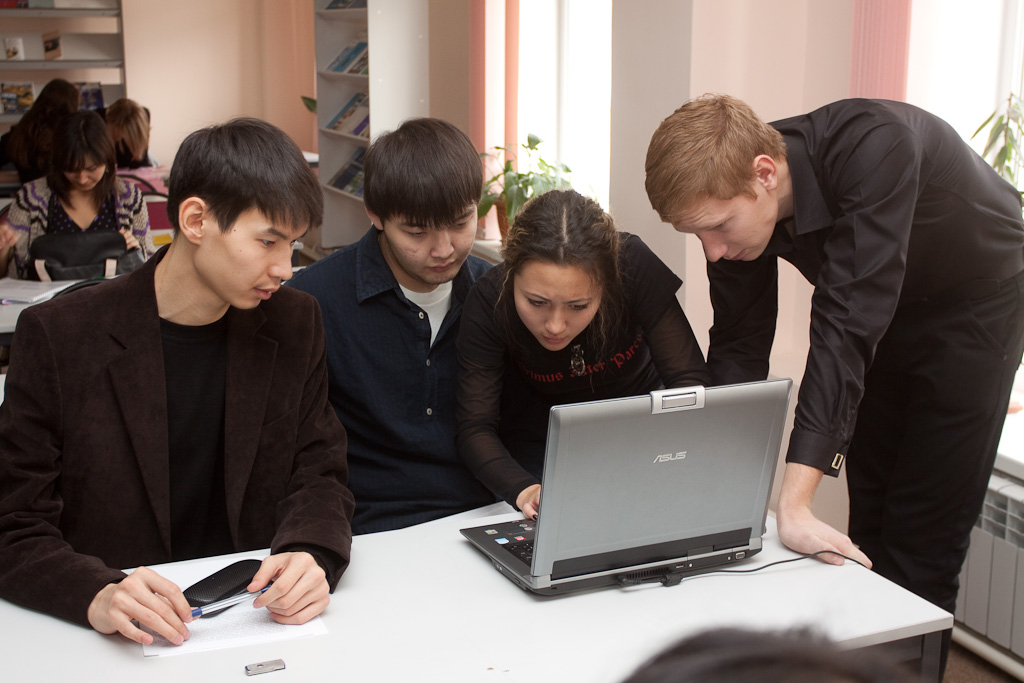
Занятия по программе бакалавриата
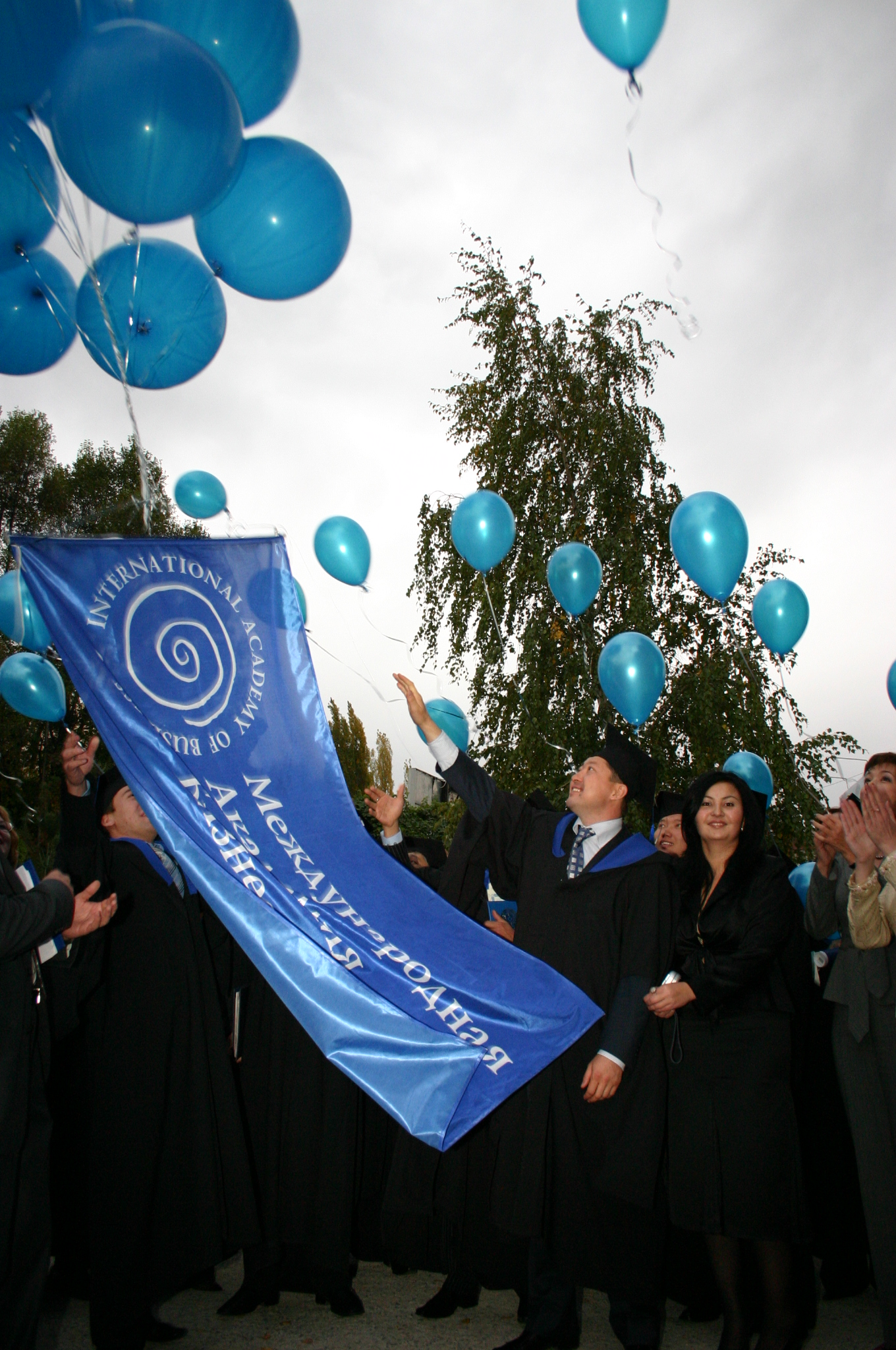
Выпуск MBA
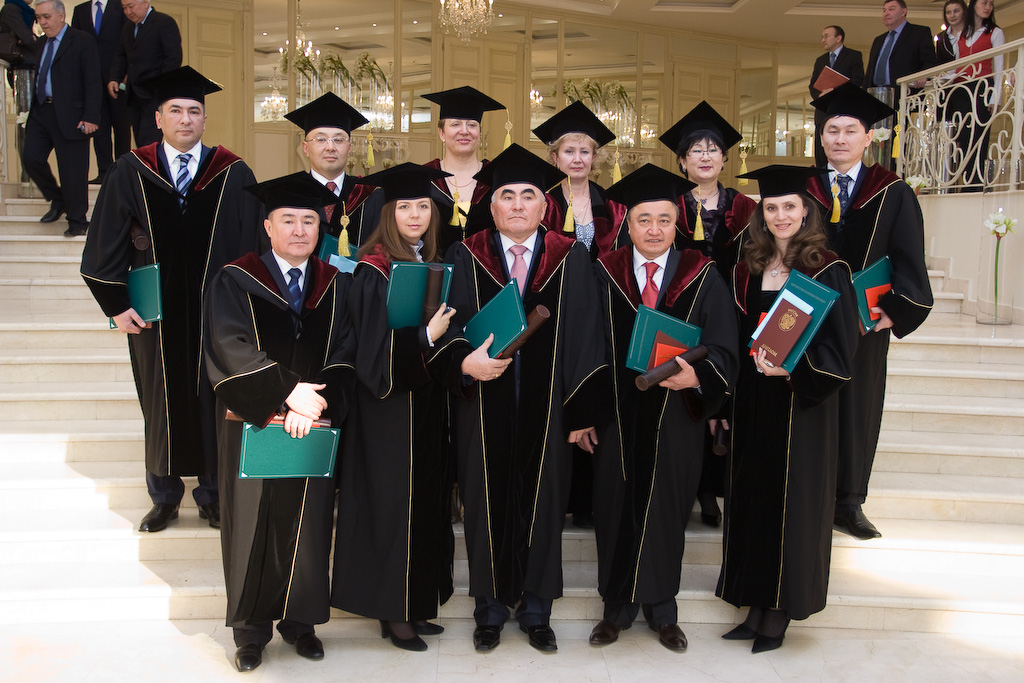
Выпуск DBA
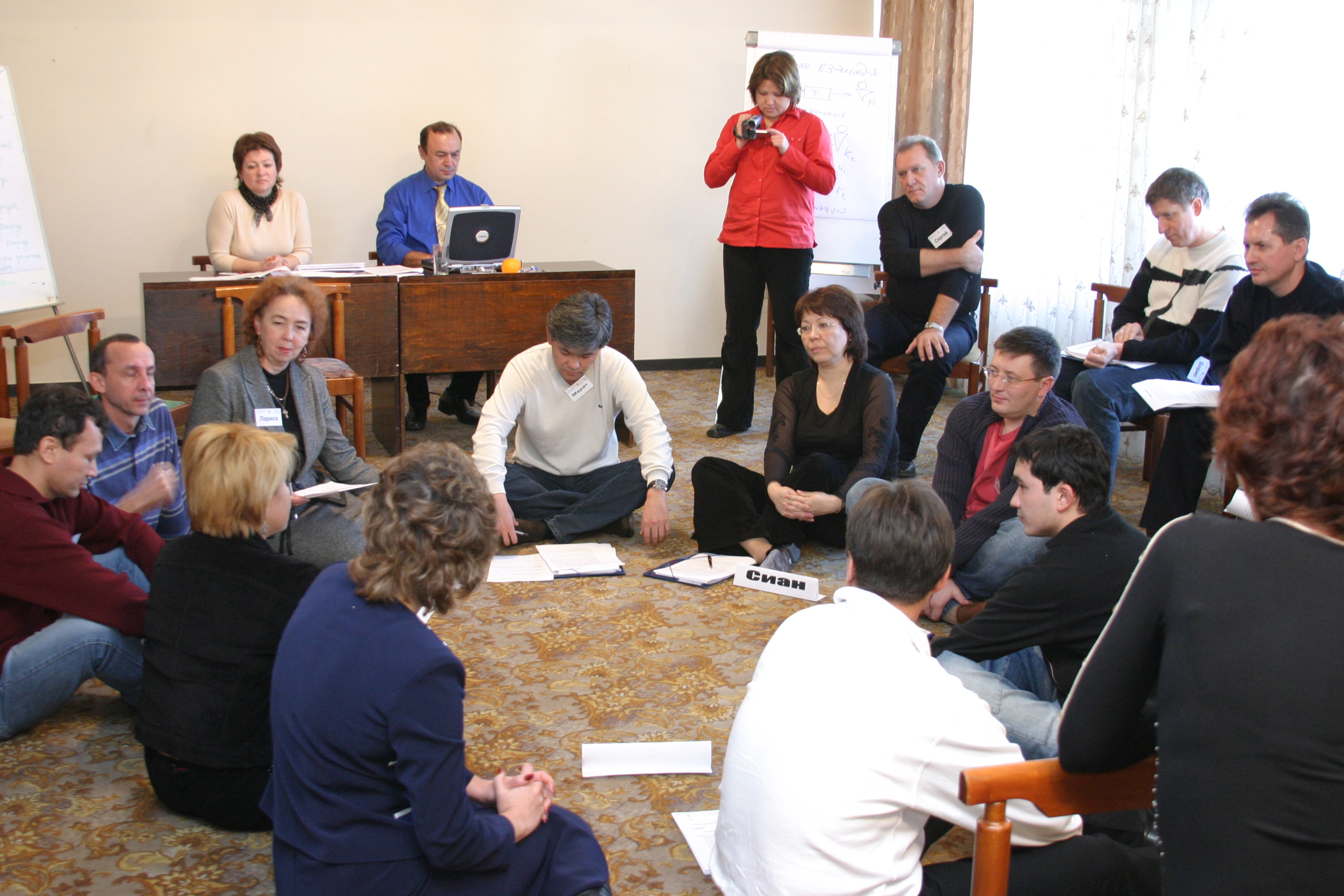
Тренинги, проводимые AlmaU Extension

Колледж AlmaU, созданный в 2009 году, готовит специалистов по семи специальностям технического и профессионального образования (маркетинг, менеджмент, учёт и аудит, финансы, информационные системы, экономика и оценка).
Департамент высшего профессионального образования академии осуществляет подготовку бакалавров по следующим направлениям: менеджмент, учёт и аудит, финансы, маркетинг, ресторанное дело и гостиничный бизнес, туризм, бизнес-аналитика и экономика, урбанистика, медиа и кино, связь с общественностью, бизнес администрирование в области предпринимательства, право, международные отношения, логистика, информационные системы.
Высшая Школа Бизнеса предоставляет образовательные услуги по программам МВА, Executive MBA и DBA:
- казахстанская программа General МВА «Общий и стратегический Менеджмент»;
- казахстанская программа МВА «Инновационно-технологический менеджмент» (совместно с Наньянским технологическим университетом, Сингапур);
- «Общий и стратегический менеджмент» с Маастрихтской школой менеджмента (Нидерланды), в рамках которой предусмотрен выездной модуль — 2 недели в городе Маастрихт;
- «Магистр экономики и бизнеса» с Бизнес-школой EADA (Испания) с двухнедельным выездом в Барселону.

Планируется открытие новых совместных программ AlmaU с ведущими бизнес-школами стран-участниц Европейского союза и АСЕАН.
Программа DBA в AlmaU максимально индивидуализирована, позволяет слушателям создавать варианты учебных программ, состоящих из различных модулей основных и специальных курсов. Обучение подразумевает аудиторную работу в группах и самостоятельную работу под руководством научного руководителя, а также индивидуальную работу слушателей программы без непосредственного участия преподавателя по выбранной образовательной и научно-исследовательской траектории. Действуют совместные программы с Российской академией народного хозяйства и государственной службы при Президенте Российской Федерации и Маастрихтской школой менеджмента (Нидерланды).
AlmaU Extension специализируется на обучении и развитии менеджеров среднего и высшего звена компаний. Ежегодно в центре повышают квалификацию более тысячи менеджеров. Обучение проводится как в городах Алматы, Астана, Шымкент и Атырау, Актобе, Актау, Кызылорда, Уральск, так и с выездом во все регионы Казахстана и Центральной Азии.

## Студенческая жизнь

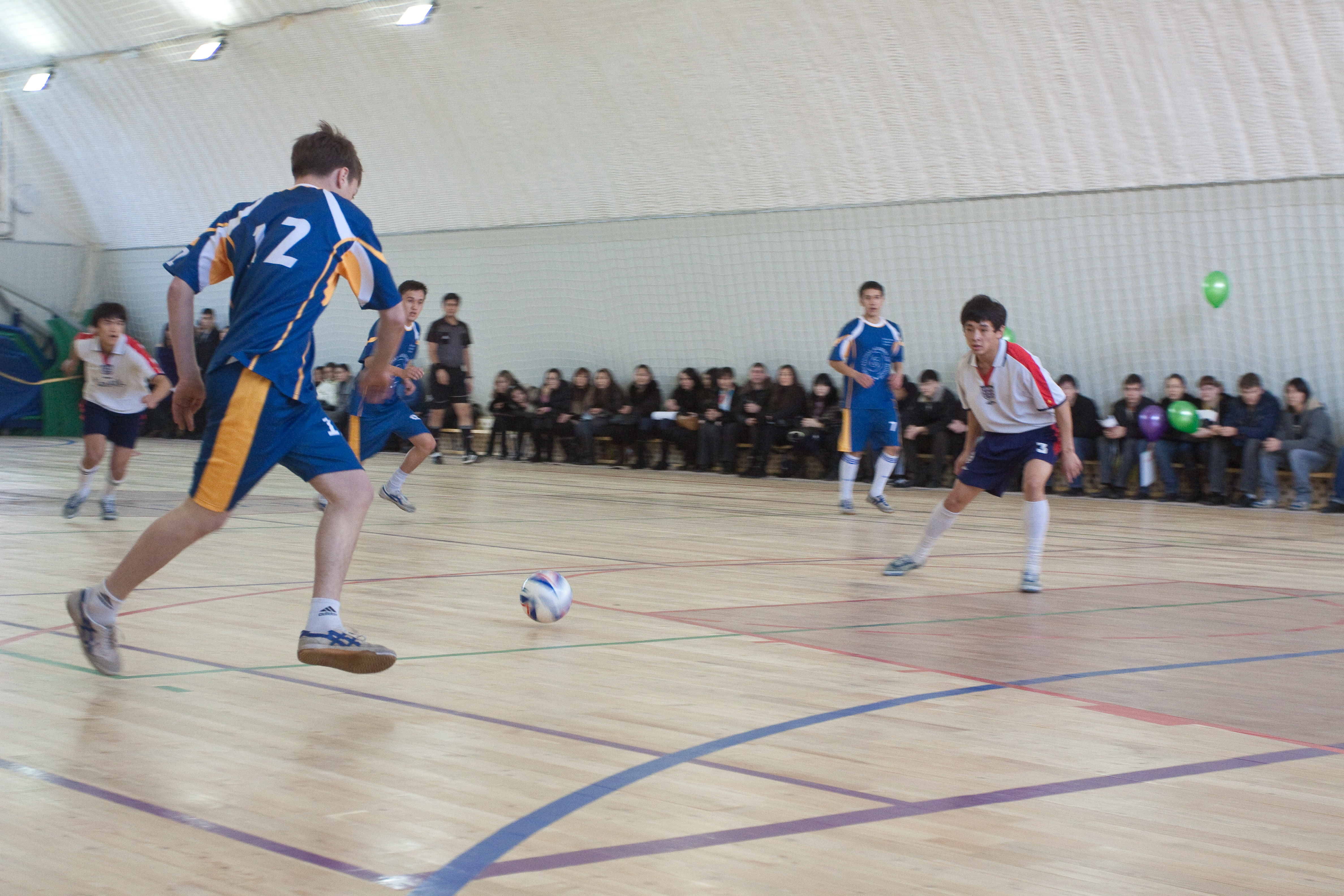
В спорткомплексе AlmaU
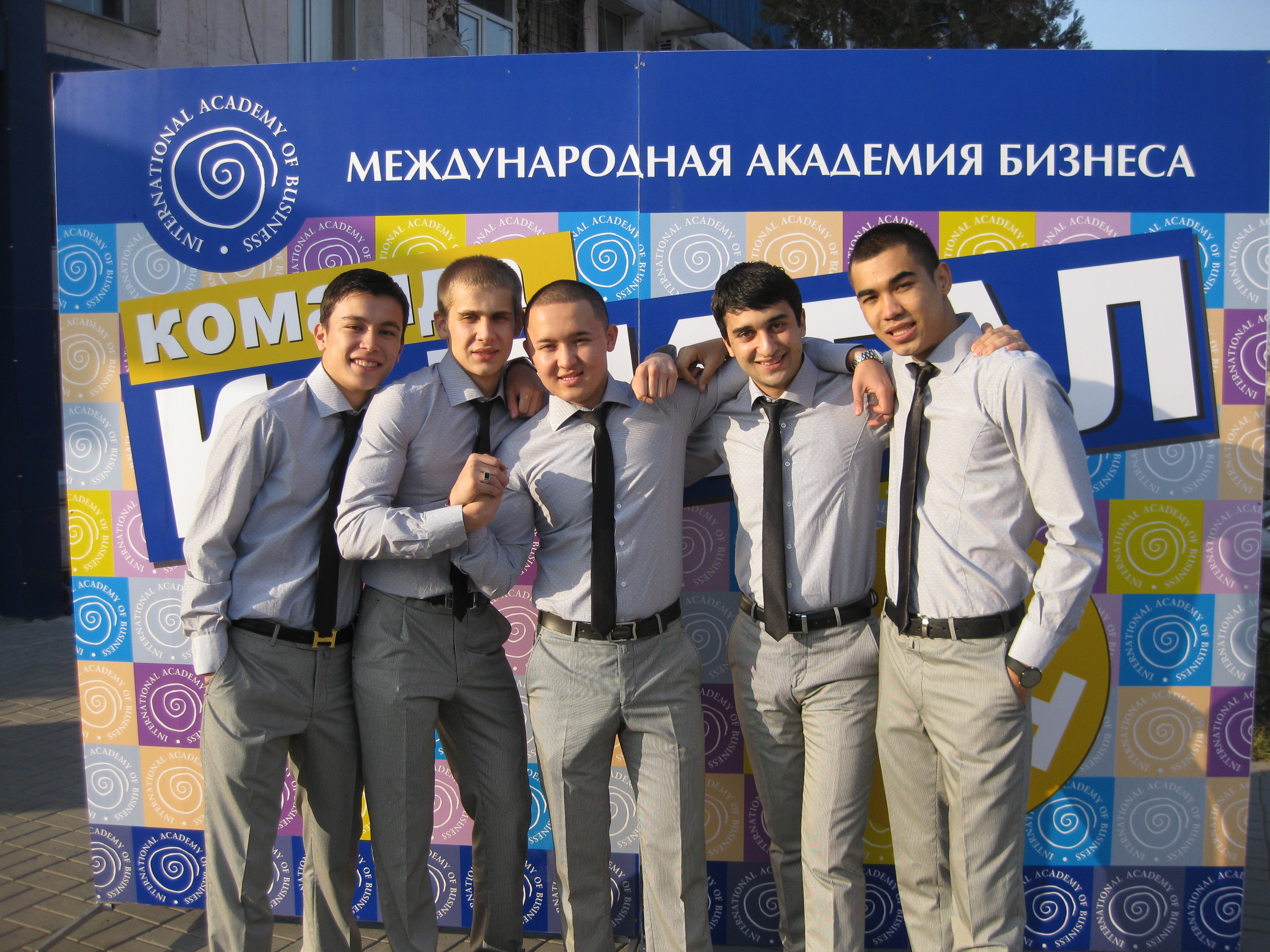
Команда КВН «Капитал»

С 2001 года в академии проводится научно-практическая конференция «Молодые акулы бизнеса», с 2007 года конференция имеет статус международной. Организатором Конференции выступает Международная академия бизнеса совместно со студенческим научным обществом «Dixi!».
С 2001 года в академии функционирует студенческий совет, выборы в члены правления производятся путём голосования студентов.
Начиная с 2003 года лучшие студенты AlmaU ежегодно награждаются премиями в 10 номинациях на ежегодной церемонии «Золотая улитка» с поощрением победителей в виде 10—60 % скидки на обучение.
Студенты AlmaU были в числе победителей республиканского конкурса на лучшую научную работу студентов по естественным, техническим и гуманитарным наукам на II международном молодёжном форуме «Молодёжь в науке-2010», проводимом Фондом первого президента Республики Казахстан. Студенты академии являются победителями и призёрами международных, республиканских, городских олимпиад.
Ежегодно в AlmaU проводятся различные конкурсы для студентов: определяются победители среди бизнес-проектов, разработанных студентами AlmaU в рамках конкурсов «Бизнес-сафари» и «Бизнес-инкубатор», проводятся интеллектуальные игры Что? Где? Когда? и брейн-ринг. Центром планирования карьеры AlmaU систематически организовываются ярмарки вакансий и презентации компаний-партнёров с целью трудоустройства студентов академии.
В университете выпускается студенческая газета «Primus inter pares», по инициативе студентов в 2010 году при поддержке «Фонда Сорос-Казахстан» в AlmaU прошёл I национальный форум студенческих СМИ.

## Материально-техническая база
Алматы Менеджмент Университет расположен в Алма-Ате площадью 8732,1 м², имеется также спорткомплекс площадью 1024 м², парковка на 250 автомобилей, столовая на 190 посадочных мест. Здание технически приспособлено для студентов и слушателей с ограниченными возможностями, в частности с нарушением опорно-двигательного аппарата, — для этого в учебном корпусе оборудованы удобные туалеты, пандусы и специальный лифт.
Библиотека была сформирована в 1996 году, первыми её пользователями были слушатели Алматинской школы менеджмента. В 1997 году библиотекой был выигран грант по программе фонда «Евразия» на проект «Развитие библиотеки и читального зала», главной целью которого было оснащение техникой и пополнение библиотечного фонда необходимой литературой для обеспечения учебного процесса академических программ, а также обеспечение доступа к сети Интернет. В 2001 году был получен грант по проекту «Формирование книжного фонда и развитие библиотеки Международной академии бизнеса» для дальнейшего развития книжного фонда, усовершенствования предоставляемых услуг за счёт внедрения программы «ИРБИС» в библиотечные процессы. Библиотека является членом Информационного консорциума библиотек Казахстана. Библиотечный фонд состоит из 203 тысяч единиц книг.
4 декабря 2009 года состоялась торжественная презентация спортивного клуба и нового спортивного комплекса Международной академии бизнеса с участием акима Алма-Аты Ахметжана Есимова, известных казахстанских спортсменов, артистов, представителей СМИ, студентов и сотрудников AlmaU. Открытие посетили чемпион Олимпийских игр по греко-римской борьбе Жаксылык Ушкемпиров, олимпийская чемпионка по лёгкой атлетике Ольга Шишигина, чемпион мира среди молодёжи, бронзовый призёр Олимпийских игр по греко-римской борьбе Нурбахыт Тенизбаев, вице-президент Федерации футбола Казахстана Сеильда Байшаков и другие.

## Образовательные программы
- Менеджмент
- Бизнес администрирование в области предпринимательства
- Урбанистика и сити-менеджмент
- Global Management
- Бизнес аналитика и экономика
- Маркетинг
- Content, Marketing and Data Analysis (Marketing)
- Content, Marketing and Data Analysis (digital)
- Финансы
- Учет и аудит
- Юриспруденция
- Спортивная психология
- Психология
- Международные отношения и экономика
- Связь с общественностью
- New media
- Content, Marketing and Data Analysis (Media)
- Ресторанное дело и гостиничный бизнес
- Туризм и ивент-менеджмент
- Логистика
- Информационные системы
- Software Engineering
- Data Science
- Product Management
- Digital Film Making
- Общественное здравоохранение

## Награды, рейтинги, аккредитации

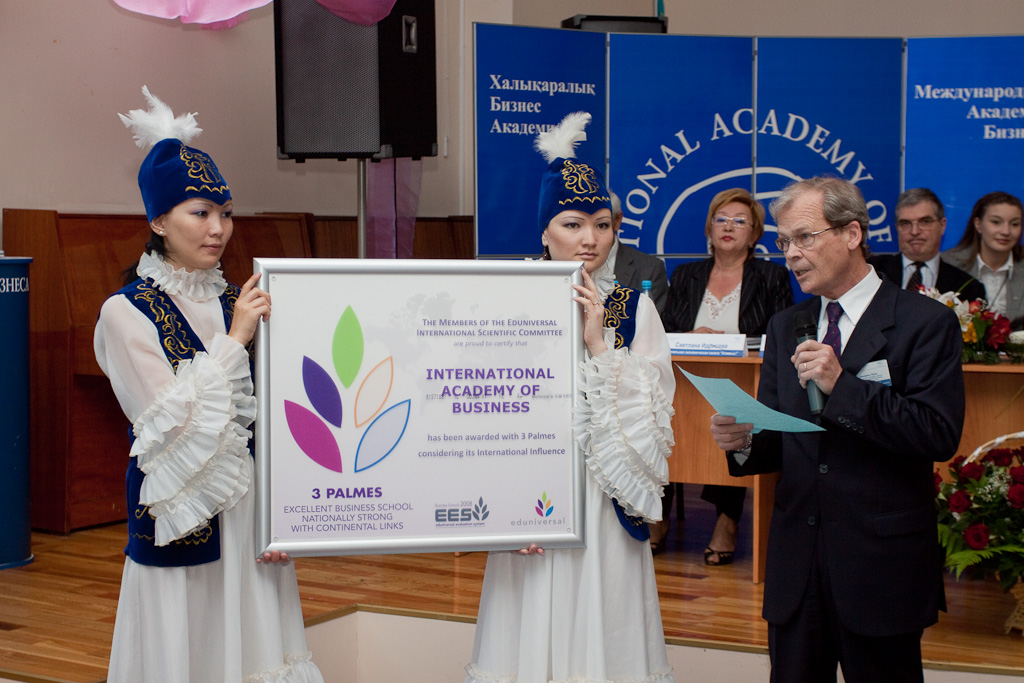
Вручение Международной академии бизнеса награды рейтингового агентства Edunivesal.

- В декабре 2009 года аккредитационным советом Национального аккредитационного центра Министерства образования и науки Казахстана было принято решение аккредитовать Международную академию бизнеса сроком на 5 лет. AlmaU вошла в первую десятку вузов, которые подали заявку и получили государственную аккредитацию в 2009 году[72][73][74].
- В 2008—2010 годах AlmaU признавалась бизнес-вузом № 1 в Казахстане мировым рейтинговым агентством Eduniversal[73][75][76][77].
- В январе 2010 года AlmaU стала первым вузом Казахстана, получившим международную аккредитацию качества (IQA) Международной ассоциации развития менеджмента Центральной и Восточной Европы (CEEMAN) сроком на 6 лет в области качества бизнес-образования[78][79].
- По результатам конкурса «Сеним-2010», проводимого фондом «Самрук-Казына», AlmaU получила диплом 2-й степени в номинации «Лучшая компания работодатель в двух столицах (от 50 до 250 сотрудников)»[80].
- В сентябре 2010 года академия была награждена народным знаком качества «Безупречно» Национальной лиги потребителей Казахстана[81].
- В сентябре 2010 года Международная академия бизнеса подписала в Болонье (Италия) Великую хартию университетов[82].
- В 2013 году академия получила одну из самых престижных международных аккредитаций в сфере бизнес-образования — AMBA (Association of MBAs)[83].
- В 2016 году в рейтинге Независимого Казахстанского агентства по обеспечению качества в образовании Алматы Менеджмент Университет занял 3 место в среди лучших гуманитарно-экономических вузов Казахстана[84].
- В 2017 году AlmaU награжден CEEMAN Champions Awards-2017 в категории «Ответственное управление образованием».
- В 2020 году программа General МВА Высшей Школы Бизнеса Almaty Management University единственная в Казахстане вошла в ТОП-200 рейтинга QS World University Rankings: Global MBA Rankings 2021 и заняла 23 место в рейтинге ТОП-25 программ МBA в Азии.
- В 2021 году Программа Executive MBA Высшей школы бизнеса Алматы Менеджмент Университета и Высшей школы менеджмента Санкт-Петербургского университета заняла 22 позицию среди лучших совместных программ международного рейтинга QS Executive MBA Rankings 2021 (Joint Programmes)
- В 2021 году Высшая Школа Бизнеса и Школа Гостеприимства и Туризма Алматы Менеджмент Университет (AlmaU) официально получили результаты прохождения совместной аккредитации от Association of MBAs (AMBA) и Business Graduates Association (BGA), двух ведущих мировых организаций в бизнес-образовании.

## Руководство
На данный момент ректором Алматы Менеджмент Университет является Гульнара Куренкеева. С 2008 года до 2016 год ректором AlmaU являлся Асылбек Кожахметов. Он был в числе преподавателей Алма-Атинской школы менеджеров с января 1989 года, с октября того же года работал директором школы менеджеров Казахского республиканского кооперативного объединения «Союз», с 1990 года — директором малого коллективного предприятия «Алма-Атинская школа менеджеров», с 1992 года — генеральным директором ТОО «Алма-Атинская школа менеджеров», с 1998 по 2002 годы — президентом Международной академии бизнеса.
В целях обеспечения финансовой и информационной поддержки, содействия укреплению материально-технической базы и социальной инфраструктуры, разработки и решения вопросов стратегического развития, способствования личностному росту коллектива и студентов вуза в декабре 2009 года в академии был создан Совет Попечителей AlmaU.
Председателем совета попечителей является Жанат Бердалина, Соучредитель международной компании в области IT (IoT).Соучредитель, Управляющий партнер, Президент международной аудиторской компании KPMG в Казахстане и Центральной Азии «KPMG Janat» (02.1996-05.2010),
В совет также входят:
- Асылбек Кожахметов, Президент Алматы Менеджмент Университет
- Андрей Беклемишев , Вице президент IDC
- Пекка Вильякайнен, Советник Председателя Фонда Сколково
- Динмухамет Идрисов, Председатель Правления Ordabasy Group
- Виргиниус Кундротас, Президент Балтийской Ассоциации развития менеджмента (BMDA), Декан Высшей Школы Адизеса
- Жаксыбек Кулекеев, Советник председателя Правления АО НК КазМунайГаз
- Дана Нуржигитова, Депутат Сената Парламента Республики Казахстан
- Даулет Сембаев, Почетный член Совета попечителей Алматы Менеджмент Университет
- Ирина Смирнова, Депутат Мажилиса Республики Казахстан
- Гульнара Куренкеева, Ректор Алматы Менеджмент Университет
- Тан Чин Тионг, Старший советник президента Сингапурского университета менеджмента, Президент-основатель Сингапурского технологического института, Провост-основатель Сингапурского университета менеджмента, Профессор маркетинга Школы бизнеса Ли Конг Чиан Сингапурского университета менеджмента
- Еркин Татишев, Председатель Совета Директоров KUSTO Group
- Шэнгро Ральф Фредерик (Рик), Президент Cintana Education
- Нина Яныкина, СЕО и Ректор Университета 2035 Национальной Технологической Инициативы